# Whiteface (Texas)
Pour les articles homonymes, voir Whiteface.
Whiteface est une ville située dans le comté de Cochran, dans l’État du Texas, aux États-Unis. Sa population s’élevait à 449 habitants lors du recensement de 2010 , estimée à 412 habitants en 2016.

## Histoire
Selon le Manuel du Texas, « le nom de la ville vient des champs et pâturages de Whiteface appartenant à l'éleveur C. C. Slaughter, faisant référence au bétail de son ranch ». En 1924, le gendre de Slaughter, Ira P. DeLoache, transforma le ranch en la nouvelle commune de Whiteface.
La localité a été déplacée de plusieurs kilomètres l'année suivante pour être sur le trajet du chemin de fer. Du pétrole a été découvert près de la ville en 1937, laquelle a été incorporée en 1945.

## Géographie
Whiteface est situé sur les hautes plaines du Llano Estacado.
Selon le Bureau du recensement des États-Unis, la ville a une superficie totale de 1,5 km².

## Démographie
Pour des raisons techniques, il est temporairement impossible d'afficher le graphique qui aurait dû être présenté ici.

Au recensement de l'an 2000, il y avait 465 personnes, 163 ménages, et 125 familles résidant dans la ville. La densité de la population était de 309.5 personnes par km2. Il y avait alors 207 unités de logement pour une densité moyenne de 137,8 par kilomètre carré. Il y a dans la ville 67,53 % de Blancs, 2,80 % d'Afro-Américains, 2,58 % d'Amérindiens, 26,45 % d'autres races (d'après la définition de l'US censés Bureau), et 0,65 % de personnes qui estiment appartenir à deux races. 45,16 % de la population était hispanique ou latino.
En 2000, il y avait 163 ménages dont 47,2 % avaient des enfants âgés de moins de 18 ans vivant avec eux, 59,5 % étaient des couples mariés vivant ensemble, 10,4 % avait une femme à la tête du ménage sans mari présent, et 23,3 % n'étaient pas des familles. 22,1 % de tous les ménages sont constitués de personnes seules et 10,4 % des ménages était composés de personnes seules de 65 ans ou plus. La taille moyenne des ménages était de 2,85 et la taille moyenne des familles était de 3,37.
En 2010, l'âge médian était de 32,3 ans, avec 50,1 % d'hommes et 49,9 % de femmes.
Le revenu médian pour un ménage dans la ville en 2000 était de 30 833 $, et le revenu médian pour une famille était de 37 500 $. Les hommes avaient un revenu médian de 27 321 $ contre 17 500 $ pour les femmes. Le revenu par habitant pour la ville était de 15 060 $. 10,8 % des familles, et 14,4 % de la population vivaient en dessous du seuil de pauvreté en 2000, dont 20,4 % des moins de 18 ans et 13,7 % des personnes de 65 ans ou plus.
| Hommes | Classe d’âge | Femmes |
| ------ | ------------ | ------ |
| 7      | +80          | 6      |
| 9      | 70-79        | 17     |
| 20     | 60-69        | 11     |
| 33     | 50-59        | 32     |
| 31     | 40-49        | 35     |
| 17     | 30-39        | 14     |
| 31     | 20-29        | 36     |
| 41     | 10-19        | 36     |
| 36     | -9           | 37     |

## Éducation
La ville de Whiteface fait partie du Whiteface Consolidated Independent School District (en) et accueille les Antilopes du lycée de Whiteface.

## Source
- (en) Cet article est partiellement ou en totalité issu de l’article de Wikipédia en anglais intitulé « Whiteface, Texas » (voir la liste des auteurs).

1. ↑  « Geographic Identifiers: 2010 Census Summary File 1 (G001): Whiteface town, Texas », U.S. Census Bureau, American Factfinder (consulté le 29 juillet 2015)
2. ↑  H. Allen Anderson, « Whiteface, TX », Handbook of Texas, sur Handbook of Texas (consulté le 26 mai 2013)
3. ↑  Steve Brown, « Real estate promoter DeLoache was a Dallas legend back in the day », The Dallas Morning News,‎ 23 novembre 2012 (lire en ligne, consulté le 12 décembre 2015)
4. ↑  « American FactFinder », United States Census Bureau (consulté le 31 janvier 2008)
5. ↑  « "Profile of General Population and Housing Characteristics: 2010 - Whiteface town, Texas" », sur factfinder.census.gov (consulté le 13 avril 2018)